# Nephrotoma lundbecki
Nephrotoma lundbecki is een tweevleugelige uit de familie langpootmuggen (Tipulidae). De soort komt voor in het Palearctisch en Nearctisch gebied.